# Andrea Beccari
Andrea Beccari (Turín, Italia, 12 de julio de 1978) es un nadador italiano retirado especializado en pruebas de estilo libre media distancia, donde consiguió ser subcampeón mundial en 2001 en los 4x200 metros estilo libre.

## Carrera deportiva
En el Campeonato Mundial de Natación de 2001 celebrado en Fukuoka ganó la medalla de plata en los relevos de 4x200 metros estilo libre, con un tiempo de 7:10.86 segundos, tras Australia (oro con 7:06.14 segundos) y por delante de Estados Unidos (bronce con 7:13.86 segundos).